# آپنی سو-بیلم
آپنی سو-بیلم (به فرانسوی: Appenai-sous-Bellême) یک کمون در فرانسه است که در canton of Bellême واقع شده‌است. آپنی سو-بیلم ۱۰٫۷۴ کیلومتر مربع مساحت دارد ۱۹۲ متر بالاتر از سطح دریا واقع شده‌است.